# Vela nos Jogos Olímpicos de Verão de 1908 - 7 Metre
As provas da classe 7 Metre da vela nos Jogos Olímpicos de Verão de 1908 ocorreram entre 27 e 29 de julho daquele ano no Royal Victoria Yacht Club em Ryde. Três corridas foram agendadas. Cada nação poderia inscrever até dois barcos. Cinco velejadores de uma nação competiram.

## Calendário
| ● | Competições desportivas | ● | Finais |

| Data                      | Julho  | Julho  | Julho  | Julho  | Julho  | Agosto | Agosto | Agosto | Agosto | Agosto | Agosto | Agosto | Agosto | Agosto | Agosto | Agosto | Agosto |
| Data                      | 27 Seg | 28 Ter | 29 Qua | 30 Qui | 31 Sex | 1 Sáb  | 2 Dom  | 3 Seg  | 4 Ter  | 5 Qua  | 6 Qui  | 7 Sex  | 8 Sáb  | 9 Dom  | 10 Seg | 11 Ter | 12 Qua |
| ------------------------- | ------ | ------ | ------ | ------ | ------ | ------ | ------ | ------ | ------ | ------ | ------ | ------ | ------ | ------ | ------ | ------ | ------ |
| 7 Metre                   | ●      | ●      | ●      |        |        |        |        |        |        |        |        |        |        |        |        |        |        |
| Total de medalhas de ouro |        |        | 1      |        |        |        |        |        |        |        |        |        |        |        |        |        |        |

## Configuração do curso
O seguinte percurso foi usado durante as regatas olímpicas de 7 Metre de 1908 em todas as duas corridas:

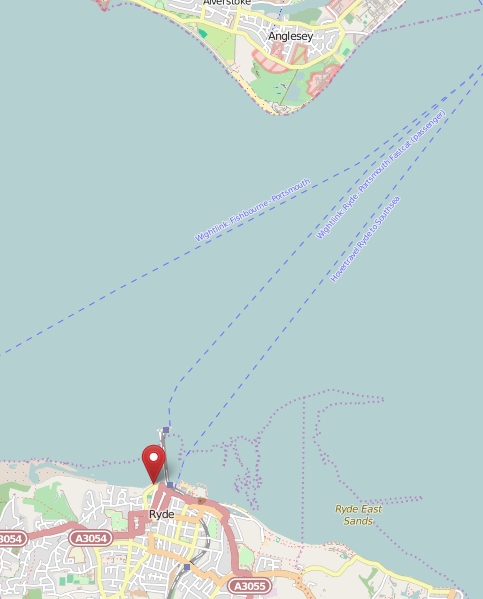
Área do curso

## Medalhistas
O grupo britânico Charles Rivett-Carnac, Norman Bingley, Richard Dixon e Frances Rivett-Carnac foi o único capaz de finalizar as duas corridas e, portanto, ficou em primeiro lugar com a medalha de ouro.
|  | GBR Grã-Bretanha                                                         |  |        |  |        |
|  | Charles Rivett-Carnac Norman Bingley Richard Dixon Frances Rivett-Carnac |  | nenhum |  | nenhum |

## Resultados
Estes foram os resultados da competição:
| Pos.            | Embarcação               | Tripulação                                                               | Vitória | Total | 1ª regata | 1ª regata  | 1ª regata | 2ª regata | 2ª regata  | 2ª regata |
| Pos.            | Embarcação               | Tripulação                                                               | Vitória | Total | Pos.      | Tempo      | Pontos    | Pos.      | Tempo      | Pontos    |
| --------------- | ------------------------ | ------------------------------------------------------------------------ | ------- | ----- | --------- | ---------- | --------- | --------- | ---------- | --------- |
| Medalha de ouro | Heroine · Reino Unido    | Charles Rivett-Carnac Richard Dixon Norman Bingley Frances Rivett-Carnac | 2       | 6     | 1°        | 2h 11' 54" | 3         | 1°        | 2h 11' 33" | 3         |
|                 | Mignonette · Reino Unido | R. Sloane-Stanley                                                        | -       | -     | NP        |            |           | NP        |            |           |